# Nicolas Poussin

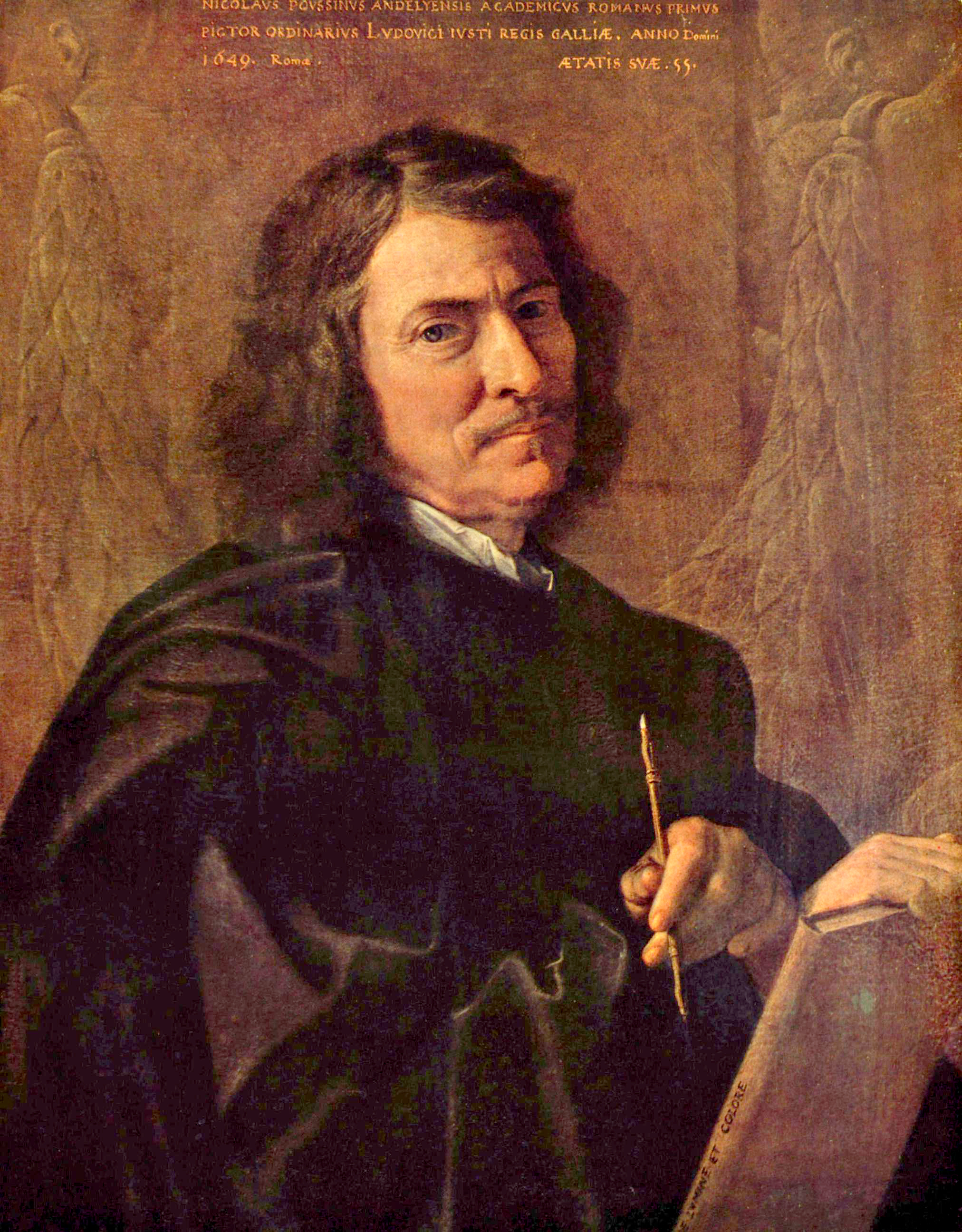
Zelfportret, 1649, Gemäldegalerie, Berlijn

Nicolas Poussin (bij Les Andelys, 15 juni 1594 – Rome, 19 november 1665) was een Franse kunstschilder.

## Biografie
Poussin werd geboren in de buurt van het plaatsje Les Andelys, dat tegenwoordig in het departement Eure in Normandië ligt. Hij ging in de leer in verschillende ateliers. In die tijd veranderde de Franse kunstwereld; het oude systeem van ateliers met leerlingen werd geleidelijk vervangen door academies. Poussin is echter nooit naar een academie gegaan. 

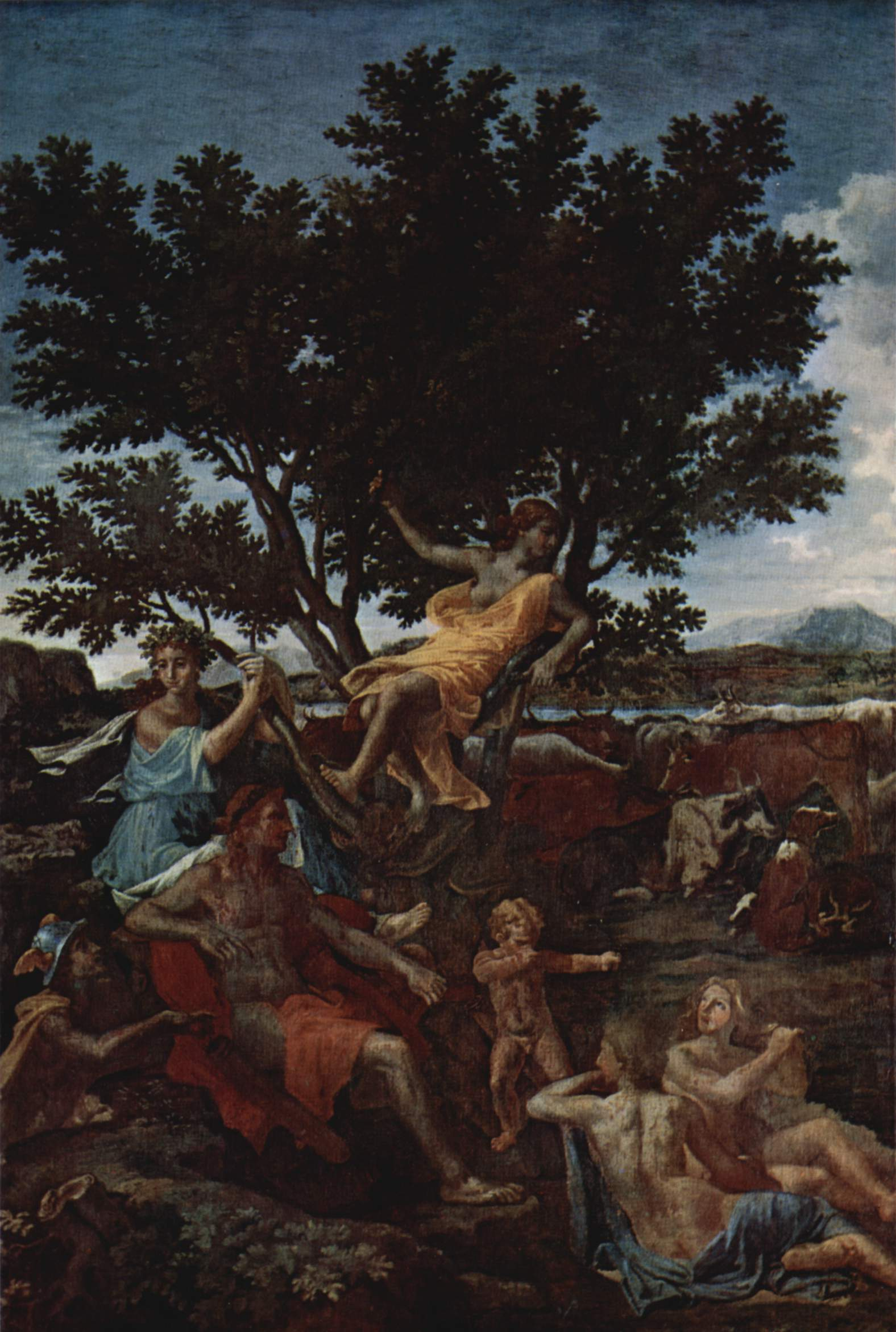
Apollo verliefd op Daphne, 1664, Louvre, Parijs

Vanaf 1624 werkte hij in Rome, waar hij onder bescherming stond van kardinaal Barberini, een kunstverzamelaar en mecenas. In 1629 trouwde hij met Anna Maria Dughet. In Rome gaf hij Gaspard Dughet, de broer van Anna Maria, les in de schilderkunst.
In 1640 vroegen Lodewijk XIII en Kardinaal de Richelieu hem terug te komen naar Frankrijk om aan het hof te schilderen. In 1642 ging hij weer terug naar Rome, waar hij schilderijen met mythologische thema's ging maken.
Aldaar overleed hij in 1665 op 71-jarige leeftijd en werd begraven in de San Lorenzo in Lucina.

## Schilderstijl
Hij wordt gezien als de belangrijkste vertegenwoordiger van het Franse classicisme in de 17e eeuw. In zijn werk komen de deugden helderheid, logica en orde tot uiting. Zijn invloed op de Franse kunst is groot; ook twintigste-eeuwse schilders zoals Paul Cézanne zijn door hem beïnvloed. 

## Musea
Veel van zijn werken zijn te zien in het Louvre. Verder in diverse musea, onder andere in:
- De Wallace Collection, Londen, De Dans van de Tijd
- Gemäldegalerie Alte Meister, Dresden
- Hermitage, Sint-Petersburg
- Metropolitan Museum of Art, New York
- National Gallery, Londen
- National Gallery of Scotland
- Alte Pinakothek, München

## Werken (selectie)

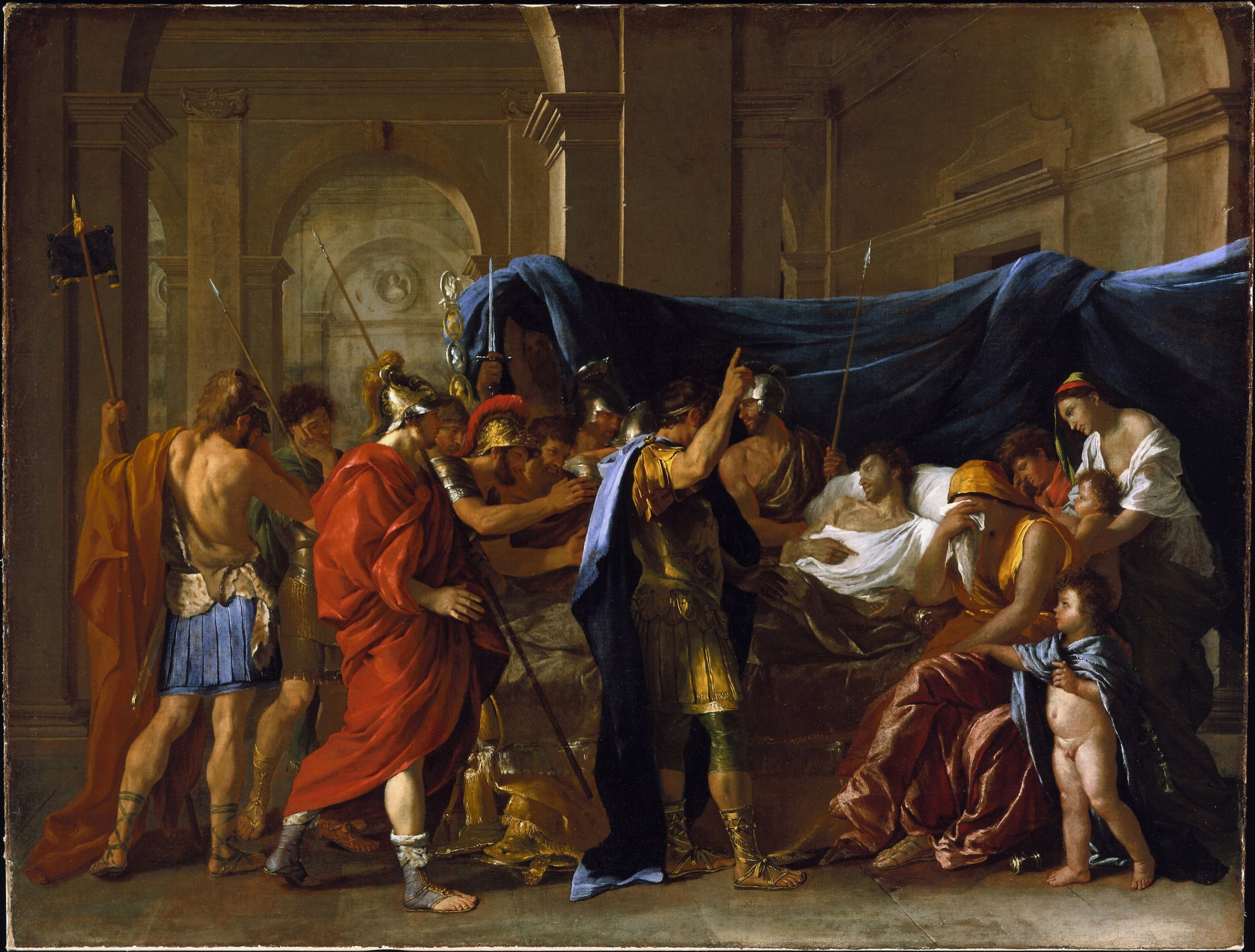
De dood van Germanicus, 1627, Minneapolis Institute of Art

- De dood van de Heilige Maagd, 1623, Sint-Pancratiuskerk (Sterrebeek) (waarschijnlijk het enige schilderij van Poussin in België)
- De Triomf van Flora, 1631
- De Sabijnse maagdenroof, ca 1647-1648
- Eliëzer en Rebecca, 1648
- Zomer, of Ruth en Boaz, 1660-1664

## Galerij

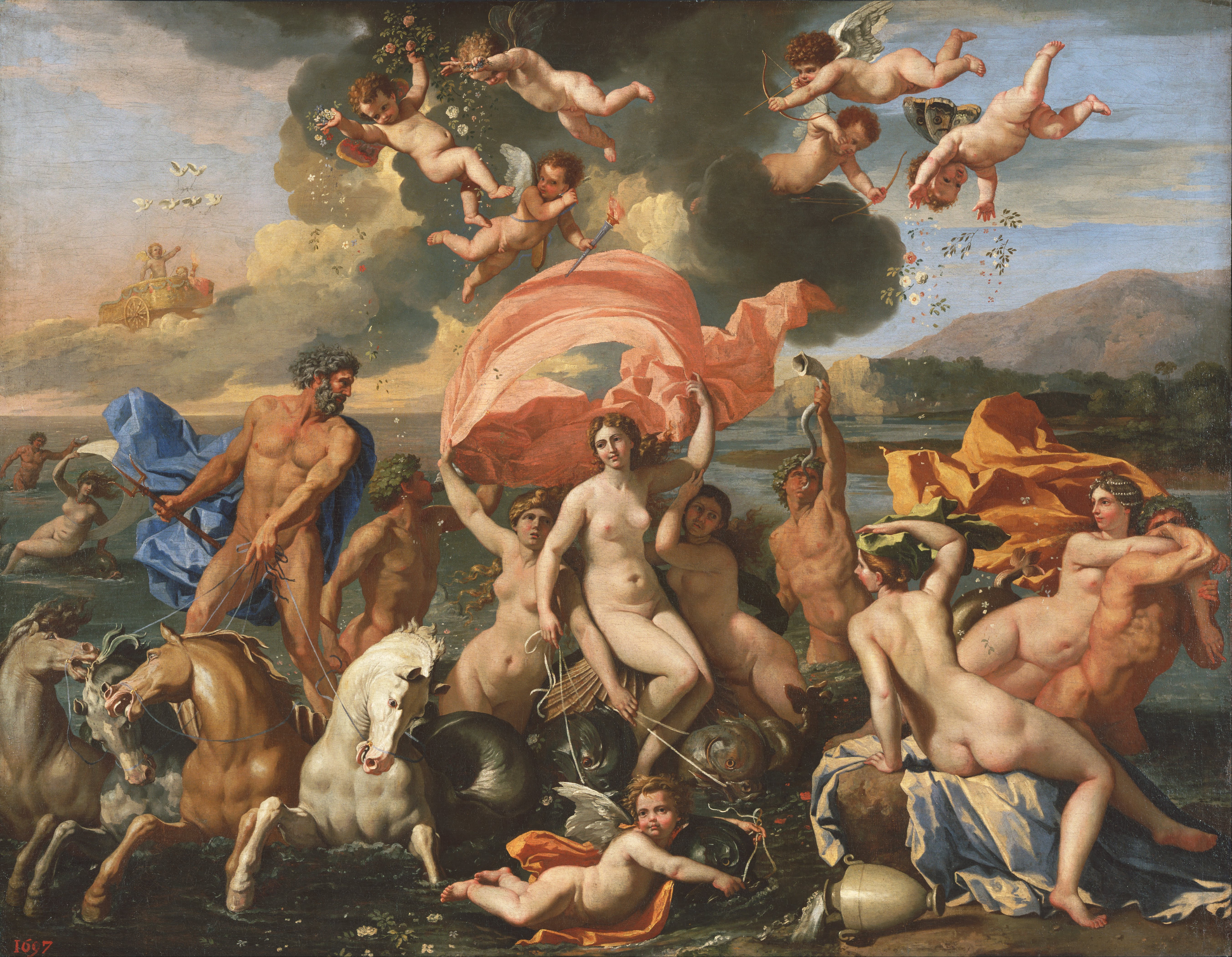
De triomftocht van Neptunus, 1635 of 1636, Philadelphia Museum of Art
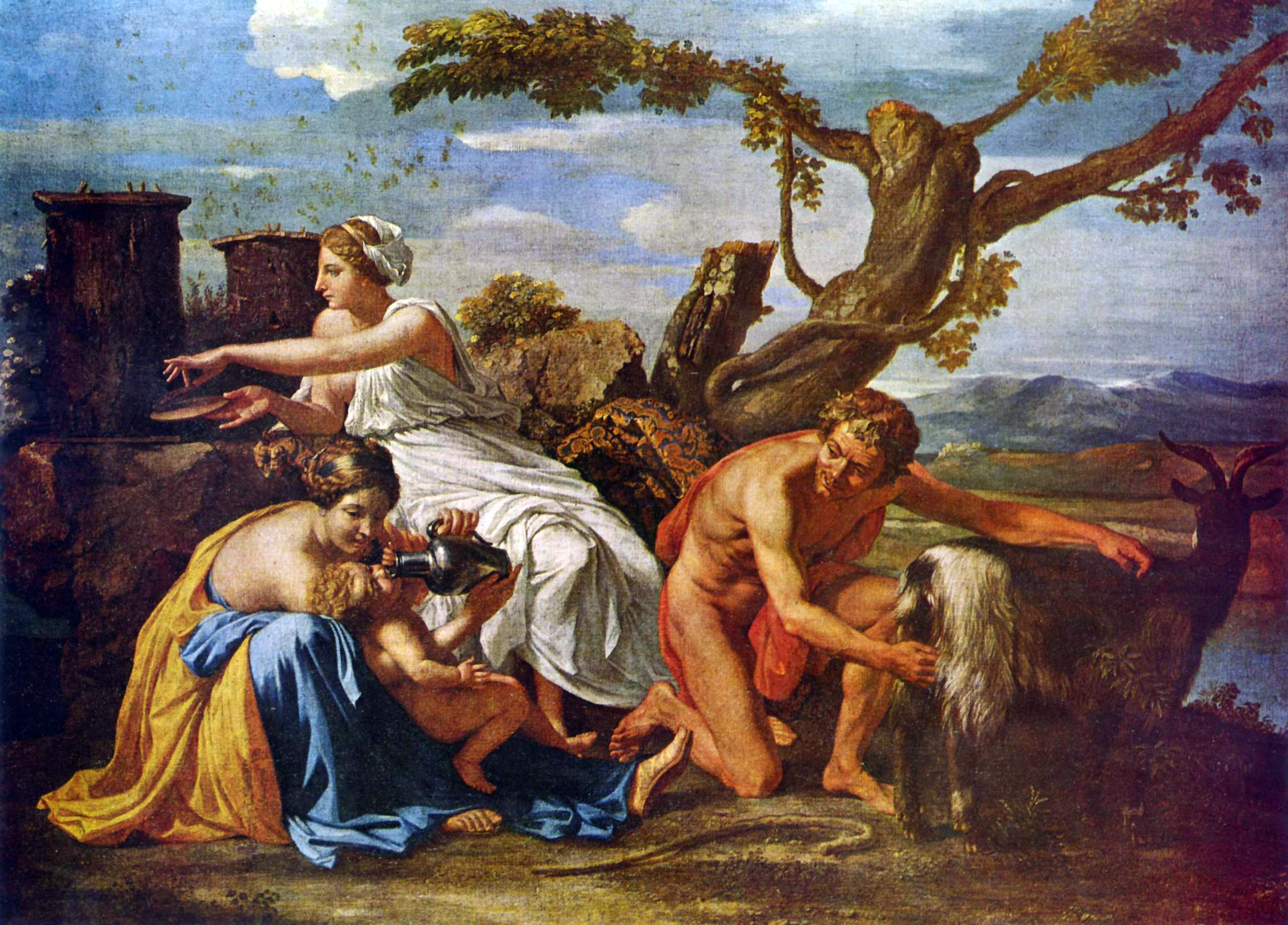
Jupiter als kind gevoed door de Amalthea, 1640, Gemäldegalerie, Berlijn
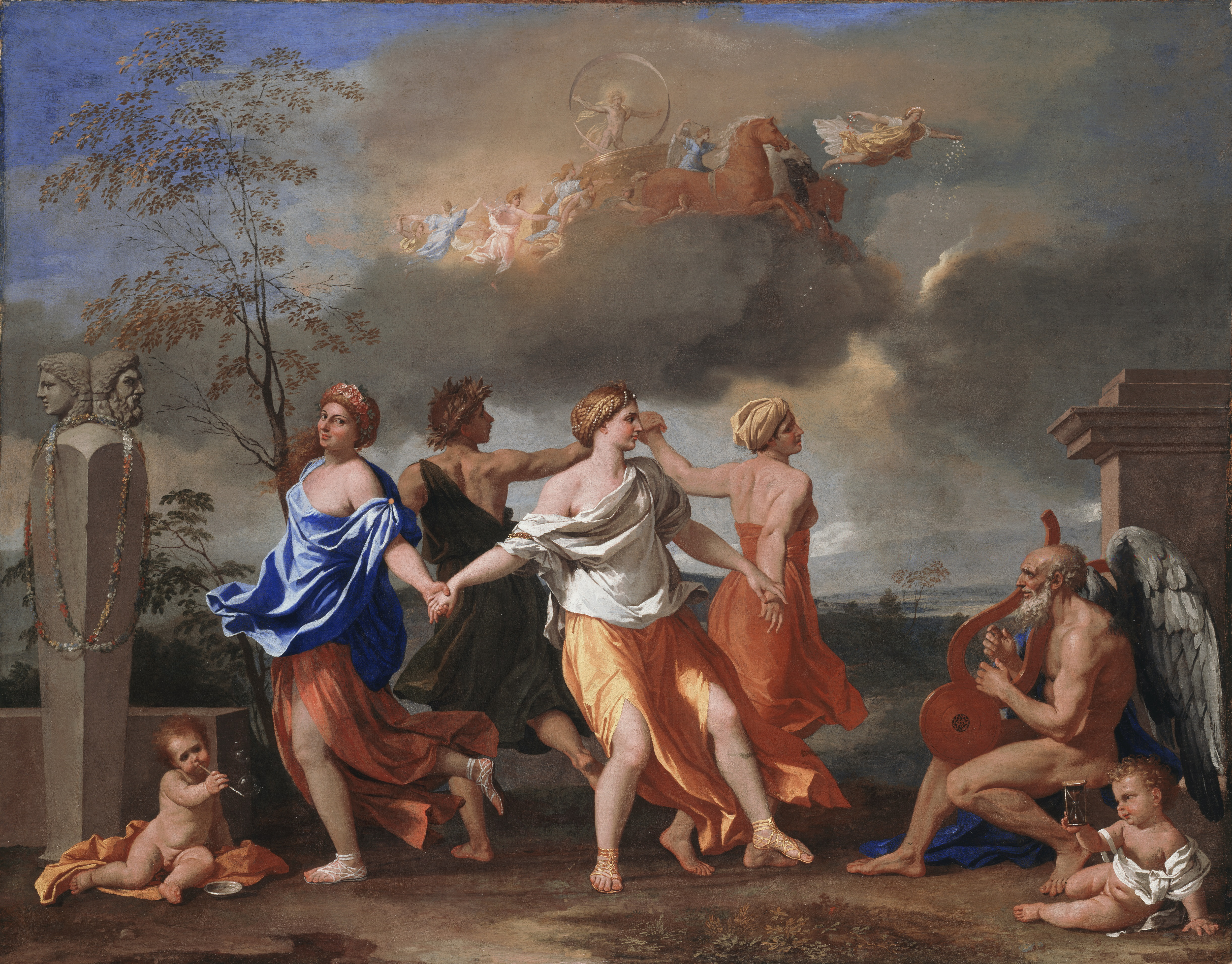
De Dans van de Tijd 1633-1634, Wallace Collection, Londen